# 泰坦4號運載火箭
泰坦四號系列運載火箭(包括四A型及四B型)為美國空軍所屬的火箭，發射地點由佛羅里達州的卡納維爾角空軍基地及加利福尼亞州的范登堡空軍基地。
泰坦4號運載火箭於2005年除役，倒數第二次任務(B-30)於2005年4月29日從卡納維爾角空軍基地發射，而最後一次任務於2005年10月19日由范登堡空軍基地發射。

## 特徵
泰坦4號運載火箭的研發確保美國空軍有太空梭等級酬載量的火箭，泰坦4號運載火箭可不加裝末端節或兩個末端節(慣性末端節及半人馬座末端節)。
泰坦4號運載火箭由兩枚大型固體火箭助推器及兩節式的液態火箭所組成，發射後的前兩分鐘僅使用固體火箭助推器，發射約兩分鐘後才開啟第一節液態燃料發動機。
第一及第二節的燃料使用50%的聯氨及50%的偏二甲肼混合而成，而氧化劑則是四氧化二氮，這兩種推進劑混合後能自燃(於室溫接觸後即自行點火)，也能於發射前存放在燃料槽中較長的時間。
泰坦4號運載火箭可從佛羅里達州鄰近可可比奇(Cocoa Beach)的卡納維爾角空軍基地SLC-40或41號發射臺發射，也可由加利福尼亞州聖塔芭芭拉北方60英里的范登堡空軍基地SLC-4E發射臺發射，發射地點的選擇則取決於酬載衛星的軌道及其任務目標。

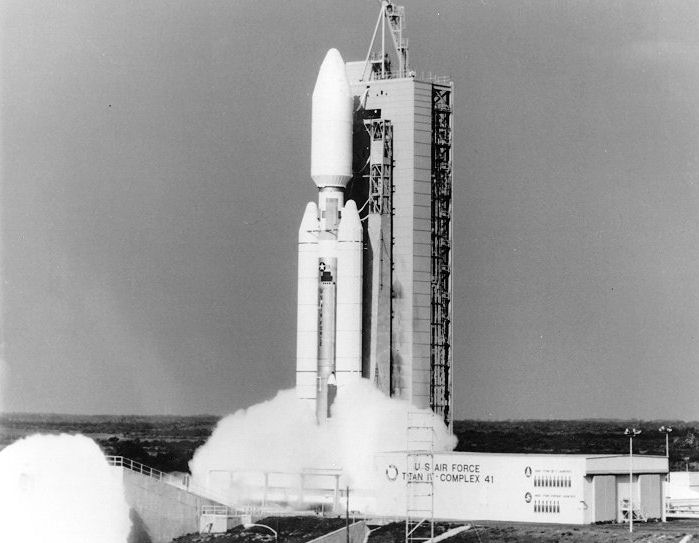
泰坦4A
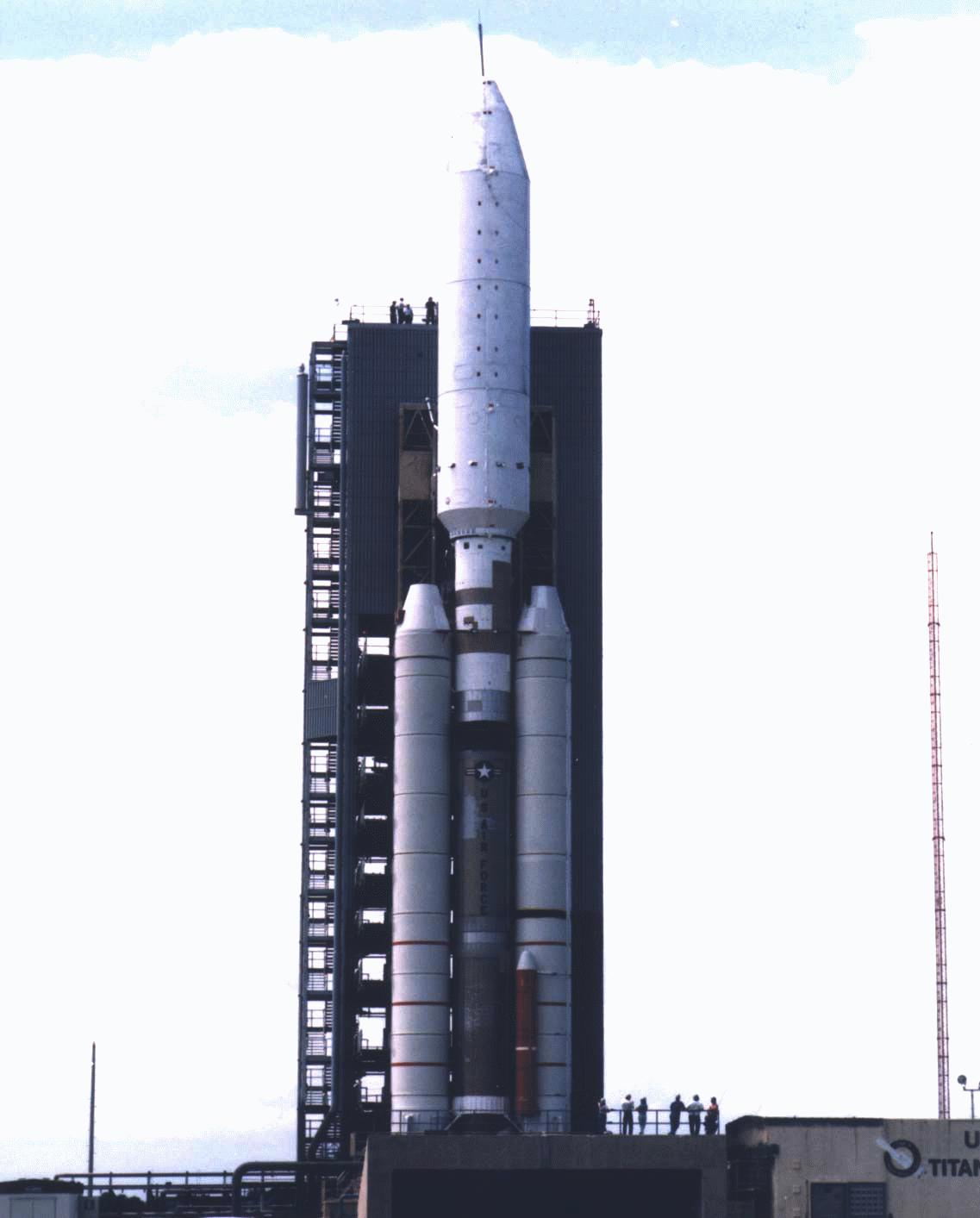
泰坦4A半人马
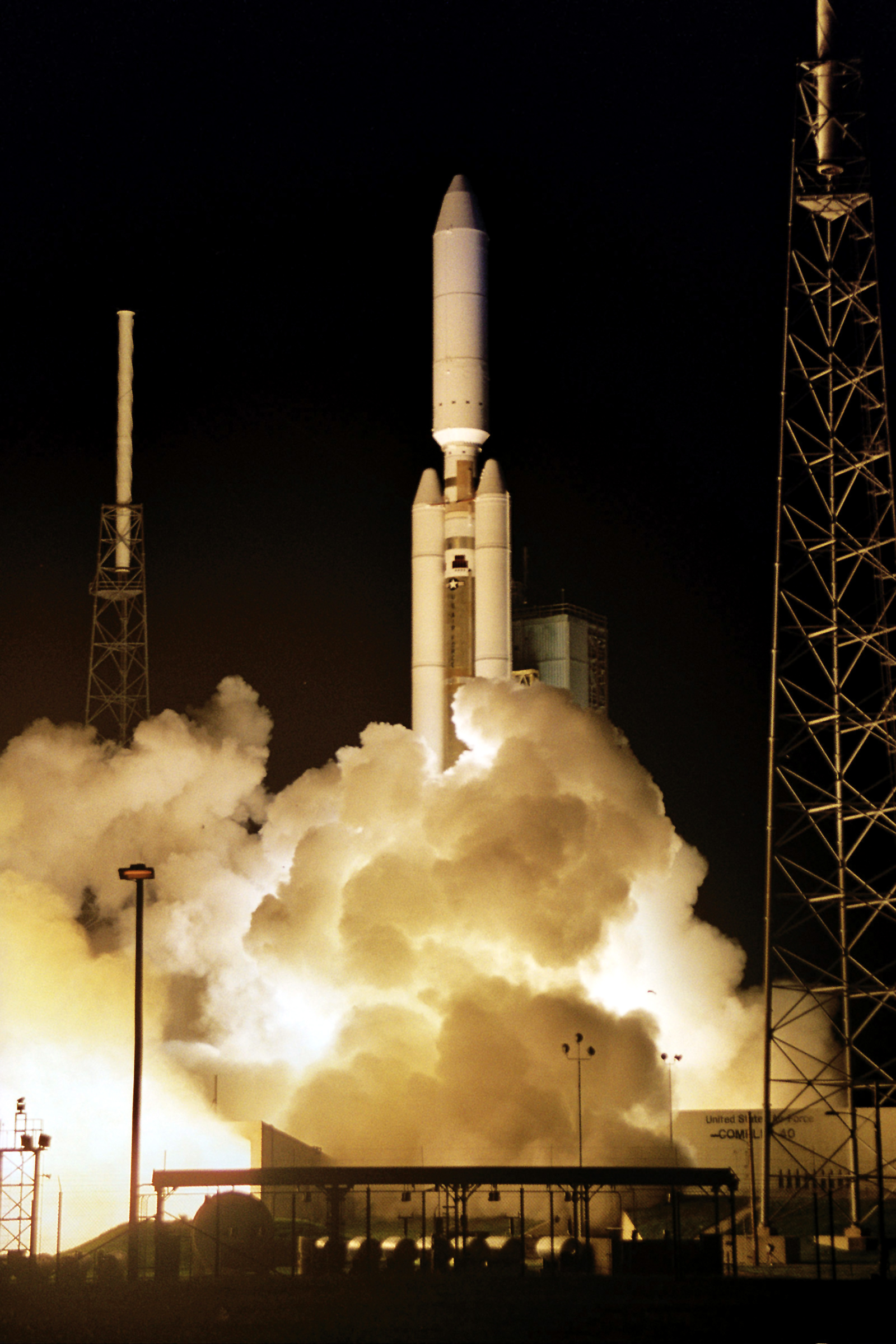
泰坦4B半人马
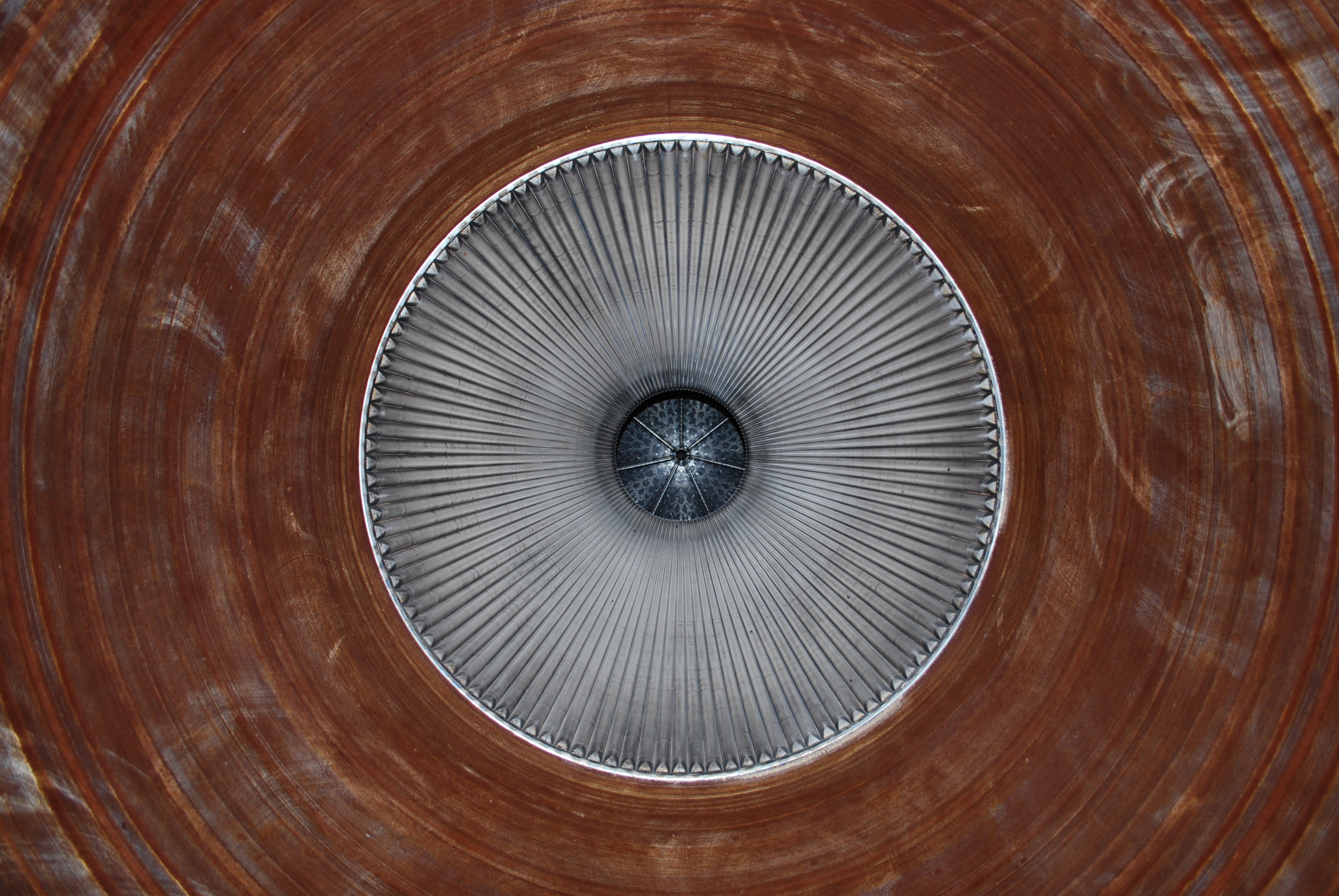
LR91-AJ-11 火箭发动机的推力室与喷注盘
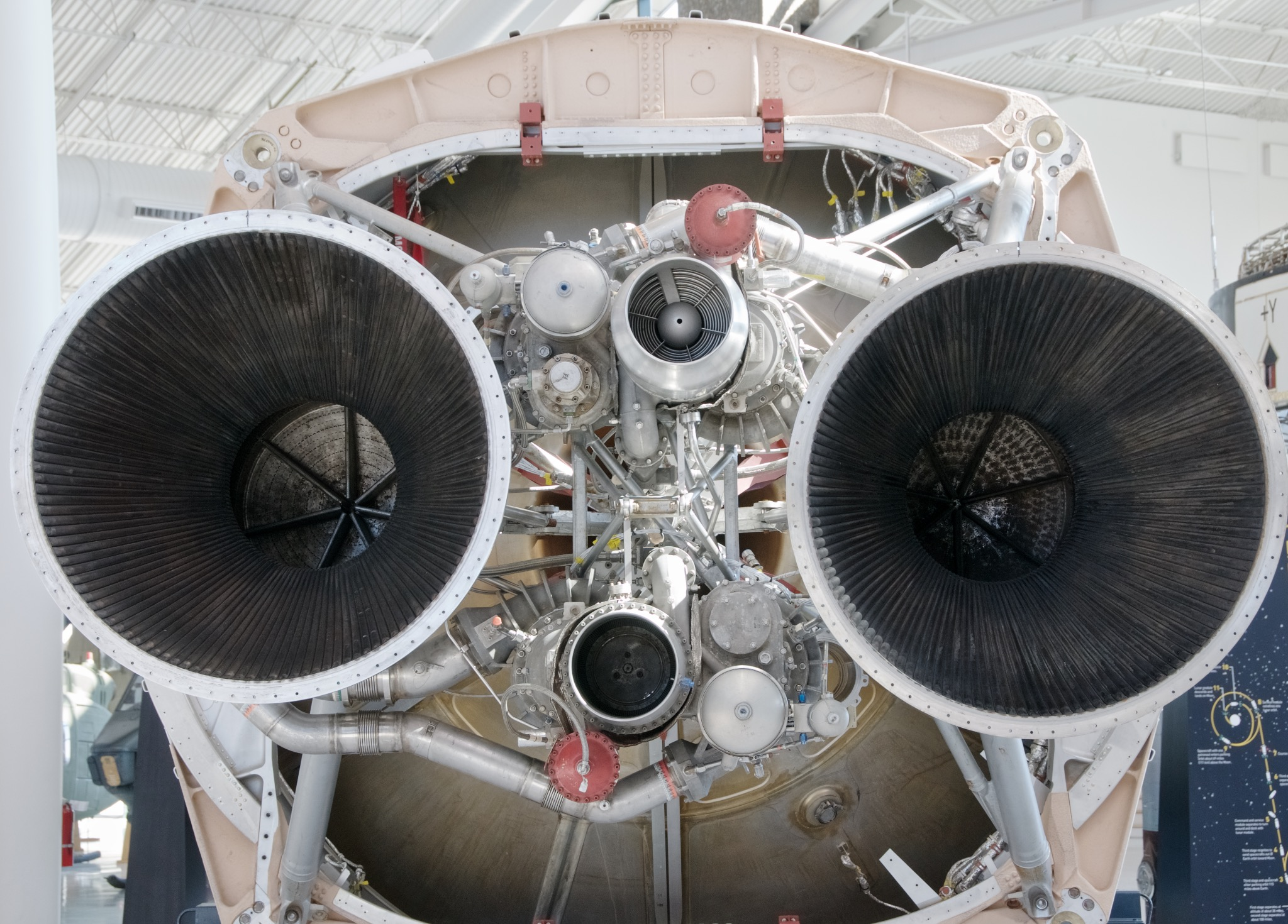
泰坦4B运载火箭底部

## 背景
泰坦一號運載火箭的第一節及第二節皆使用煤油及液態氧為推進劑，泰坦系列運載火箭的下一個型號，泰坦二號運載火箭，和泰坦一號運載火箭相似，但酬載量也更大，指定為LGM-25C，泰坦二號運載火箭為當時美國空軍所研發最大的飛彈，新研發的引擎開始以50%聯氨及50%偏二甲基及四氧化二氮為推進劑。
泰坦系列運載火箭的創建為美國空軍於1955年10月授權洛克希德馬丁公司(the former Glenn L. Martin Company)建造長程洲際彈道飛彈(SM-68)，之後則衍變為泰坦一號運載火箭，是美國第一枚兩節式的長程洲際彈道飛彈且取代了擎天神長程洲際彈道飛彈成為美國的第二型長程洲際彈道飛彈。
泰坦三號系列運載火箭於1961年發展出泰坦IIIA運載火箭，一年後，與泰坦34D運載火箭相似的泰坦IIIB運載火箭也從泰坦三號系列運載火箭發展出來。泰坦4A運載火箭在1998年8月進行最後一次發射，泰坦4B運載火箭於1997年2月23日進行首次發射，泰坦4B運載火箭為裝設新導航系統的改良型，飛行終止系統，地面檢查系統及固態輔助火箭也稍做修改，總推力亦增加了25%。
於1980年代早期，通用動力公司(General Dynamics)計劃使用太空梭發射探月艙組進入軌道，再以泰坦4號運載火箭發射類似阿波羅太空船的載人艙組與之接合，並建造登月小艇以登陸月球，此計劃需要太空梭及泰坦4號運載火箭使用鋁-鋰合金的燃料槽取代鋁製燃料槽以達較大的酬載量，本計劃直到1990年代太空梭及泰坦4號運載火箭皆改用鋁-鋰合金的燃料槽後而可飛抵較高軌道與俄羅斯和平號太空站接合才有實現可能。泰坦4B運載火箭於擎天神五號運載火箭及三角洲四號重型運載火箭研製成功後也在2005年除役。
泰坦IVB運載火箭於1997年10月15日發射美國太空總署的卡西尼土星探測船。 

## 技術特征
- 主要功能:酬載衛星
- 製造公司:洛克希德-馬丁公司
- 引擎型號:
  - 第0節(輔助火箭)為兩枚固態燃料火箭
  - 第一節使用LR87液態推進劑引擎
  - 第二節使用LR91液態推進劑引擎
  - 第三節引擎依發射衛星可選擇半人馬座火箭或慣性火箭
- 導航系統:荷尼威爾公司(Honeywell)所製造的環狀雷射導航系統。
- 推力:單枚固態輔助火箭於發射時提供1.7百萬磅(7.56百萬牛頓)推力。
  - 第一節引擎平均推力約548,000磅(2.44百萬牛頓)。
  - 第二節引擎平均推力約105,000磅(467千牛頓)。
  - 半人馬座火箭引擎推力為33,100磅(147千牛頓)，慣性火箭最大推力為41,500磅(185千牛頓)。
- 火箭長度:最長達62.17公尺(204呎)。
- 酬載能力:
  - 最多可酬載21,680公斤(47,800磅)衛星至低地球軌道。
  - 在佛羅里達州卡納維爾角空軍基地發射最多可酬載5,760公斤(12,700磅)衛星至地球同步軌道。
  - 在加利福尼亞州范登堡空軍基地發射最多可酬載17,600公斤(38,800磅)衛星至低地球極地軌道。
  - 地球同步軌道酬載能力:
    - 第三節使用半人馬座火箭為5,760公斤(12,700磅)
    - 第三節使用慣性火箭為2,380公斤(5,250磅)
- 發射時最大質量:總重1,000,000公斤(2.2百萬磅)
- 發射費用:總價2.5~3.5億美元，依火箭結構不同而有所變動
- 部署日期:1989年6月。
- 發射地點:佛羅里達州的卡納維爾角空軍基地及加利福尼亞州的范登堡空軍基地。

### 技术升级

#### 固体火箭发动机升级测试台
1988–89 年，Ralph M. Parsons 公司设计并建造了一座模拟泰坦4火箭的全尺寸试车台，用于测试泰坦4升级版固体助推器（SRMU）。 并对SRMU 推力对运载火箭的影响进行了建模分析。为了评估推力的大小，SRMU 通过测量系统连接到试车台并进行静态点火测试。这是升级版固体助推器的首次全尺寸测试，以模拟其对运载火箭的影响。

#### 铝锂合金贮箱
20 世纪 80 年代初期，通用动力提出了一项计划，旨在在轨道上组装一艘登月航天器。航天飞机将月球着陆器送入轨道，然后泰坦4火箭搭载改进的半人马-G上面级 级火箭升空，与月球着陆器会合并对接。该计划要求将现有的航天飞机和泰坦4上改用更轻的铝锂合金 推进剂箱。 该计划最终未能实现，但在 1990 年代，航天飞机的外部燃料箱被改装为铝锂合金燃料箱，以便与俄罗斯和平号空间站的高倾角轨道会合。

## 历史
泰坦火箭系列始于1955年10月，当时空军授予格伦·L·马丁公司（后来的马丁·玛丽埃塔公司，现在为洛克希德·马丁公司的一部分）一份建造洲际弹道导弹SM-68 泰坦的合同。由此研制的泰坦 1 成为美国首枚两级洲际弹道导弹，并与SM-65宇宙神导弹共同构成第二种采用地下发射井垂直存储、部署的洲际弹道导弹。泰坦1的两个级均使用液氧和 RP-1 （煤油） 作为推进剂。
泰坦系列的后续版本——泰坦2，是泰坦1的两级改进型，但性能更为强大，并采用了不同的推进剂。泰坦2（代号 LGM-25C）在当时是美国空军研制的最大导弹。泰坦2配备了新研发的发动机，采用混肼50
(Aerozine 50)与四氧化二氮(NTO)作为燃料和氧化剂，这种自燃推进剂组合使得泰坦2能够在地下长期储存随时待命。泰坦2也是首个被用作航天发射器的泰坦系列运载火箭。
专用于航天发射的泰坦3的开发始于1964年，其成果为泰坦3A，随后又陆续推出泰坦 4-A 和 4-B。

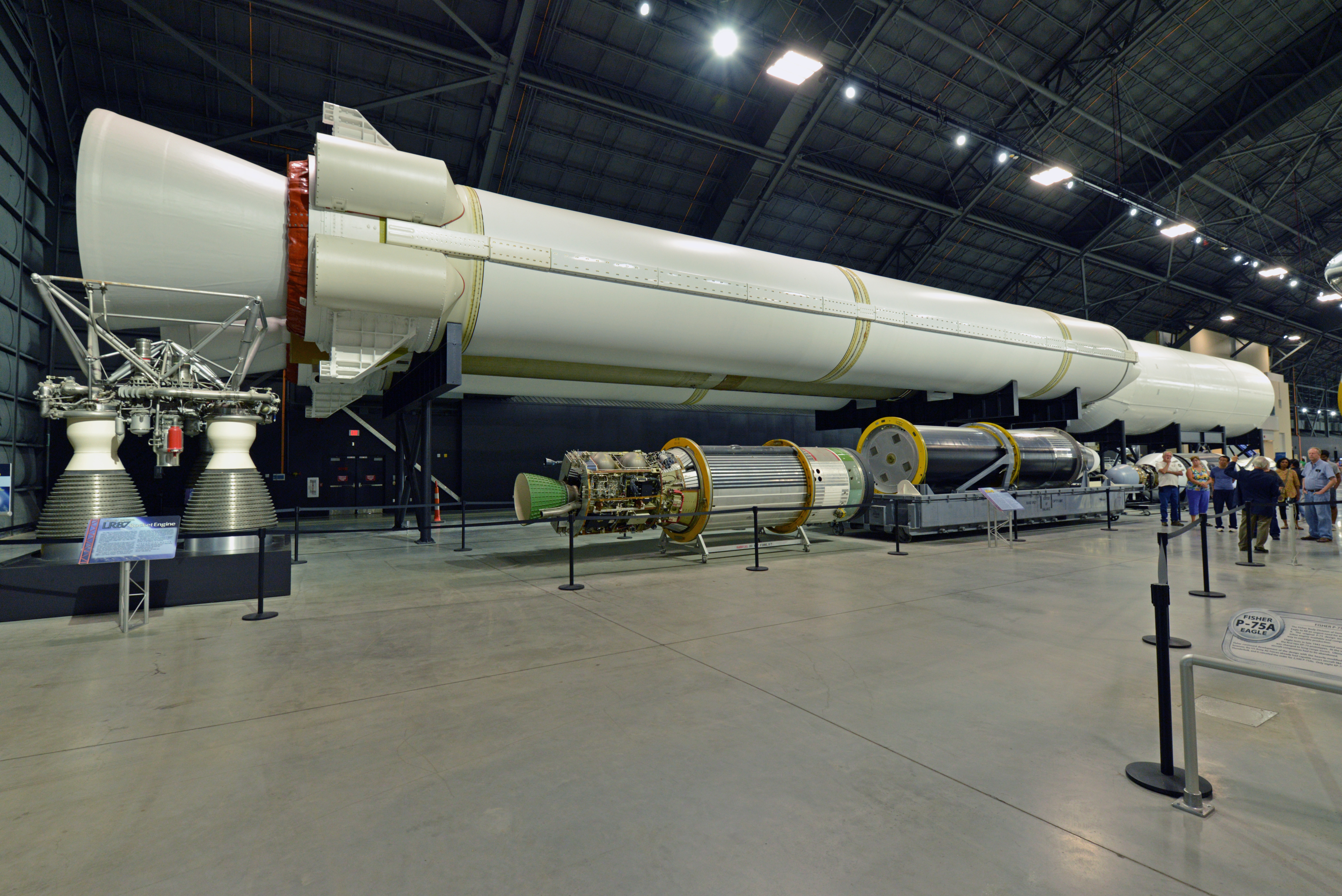
泰坦4B在美国空军国家博物馆
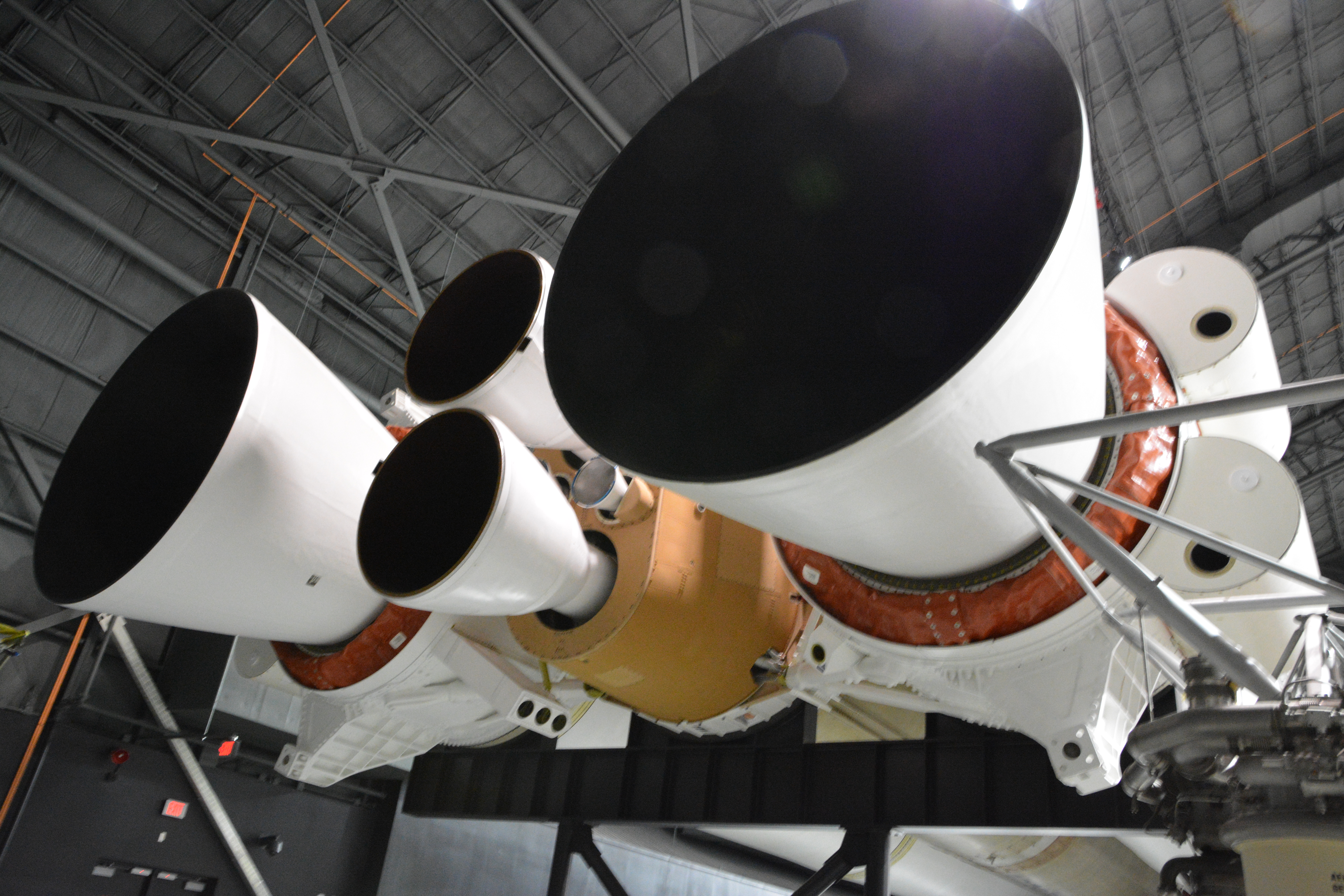
泰坦4B在美国空军国家博物馆
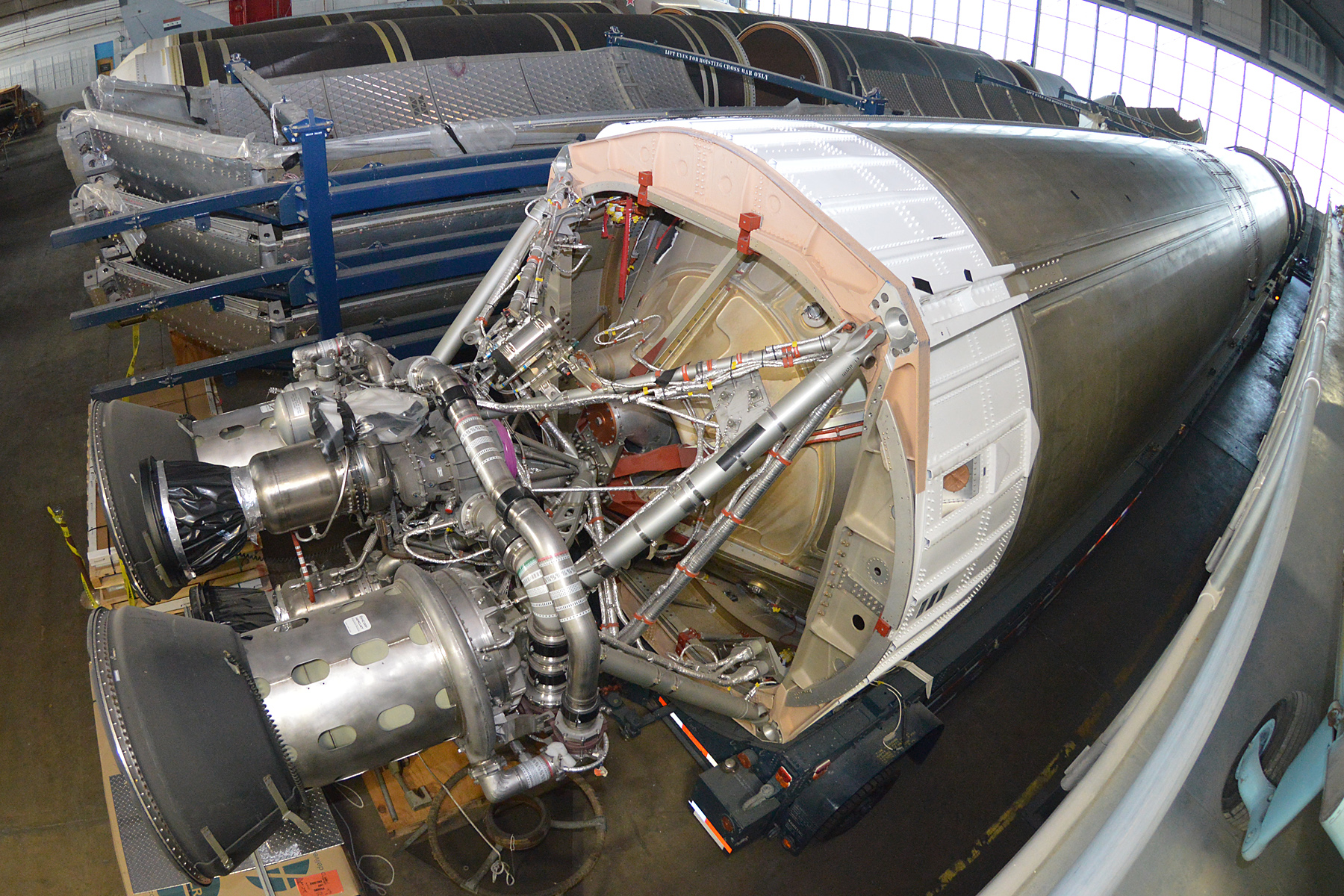
泰坦4B在美国空军国家博物馆的修复机库中，一级尾部装有两台LR87-AJ-11 发动机。
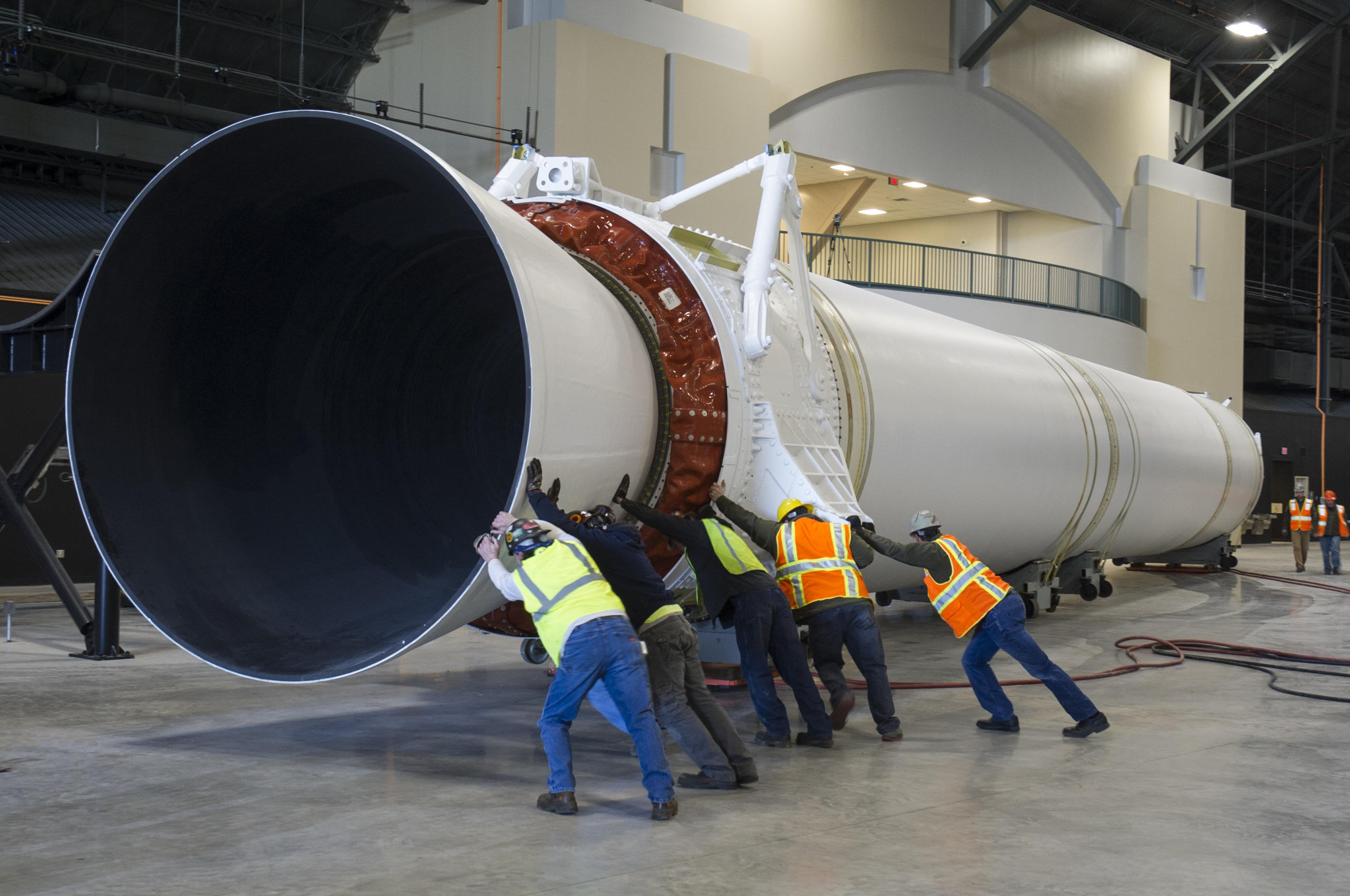
泰坦4B的一级和 SRMU 在美国空军国家博物馆
泰坦4B 在俄勒冈州常青航空航天博物馆（英语：Evergreen Aviation & Space Museum）
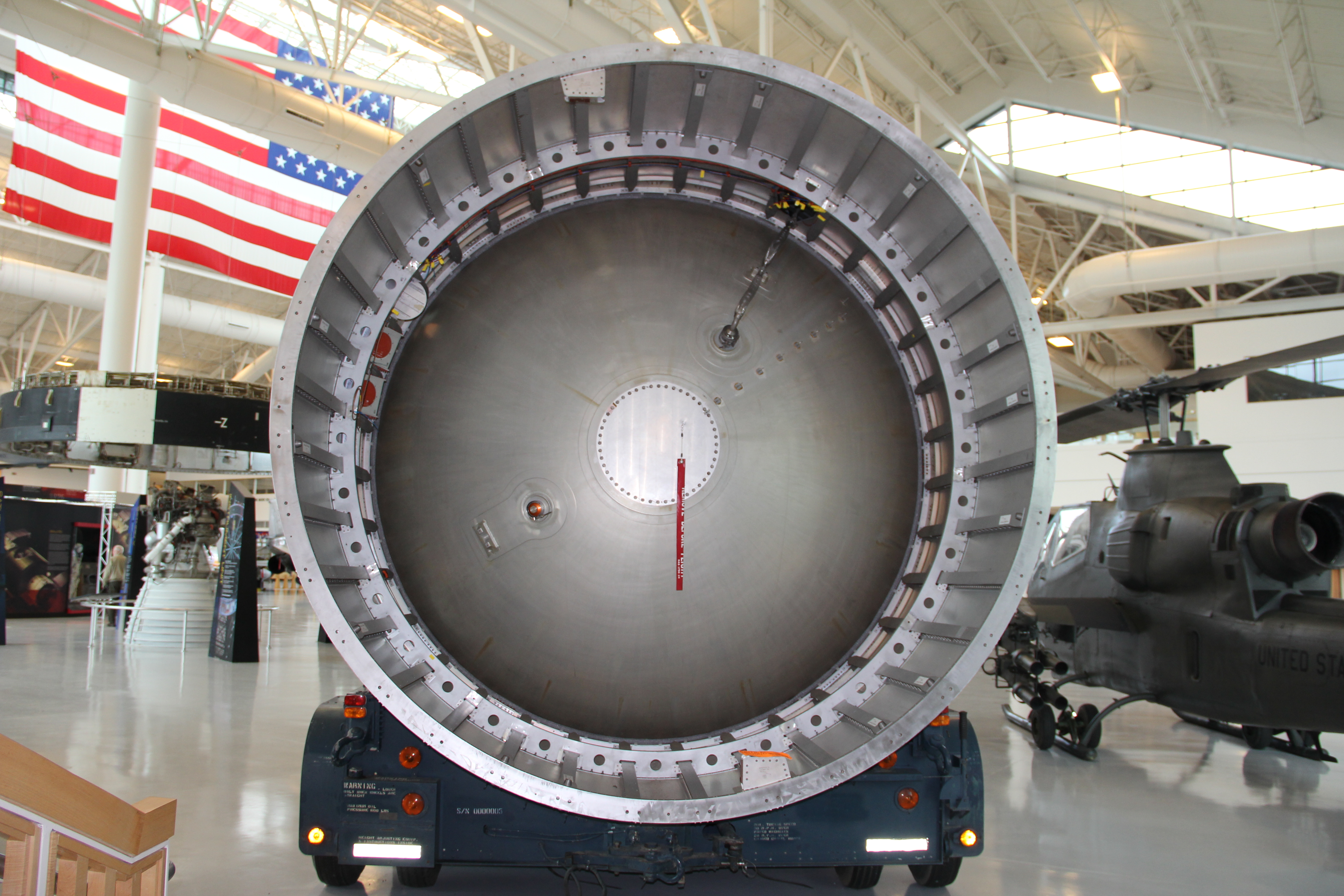
泰坦4B在俄勒冈州常青航空航天博物馆
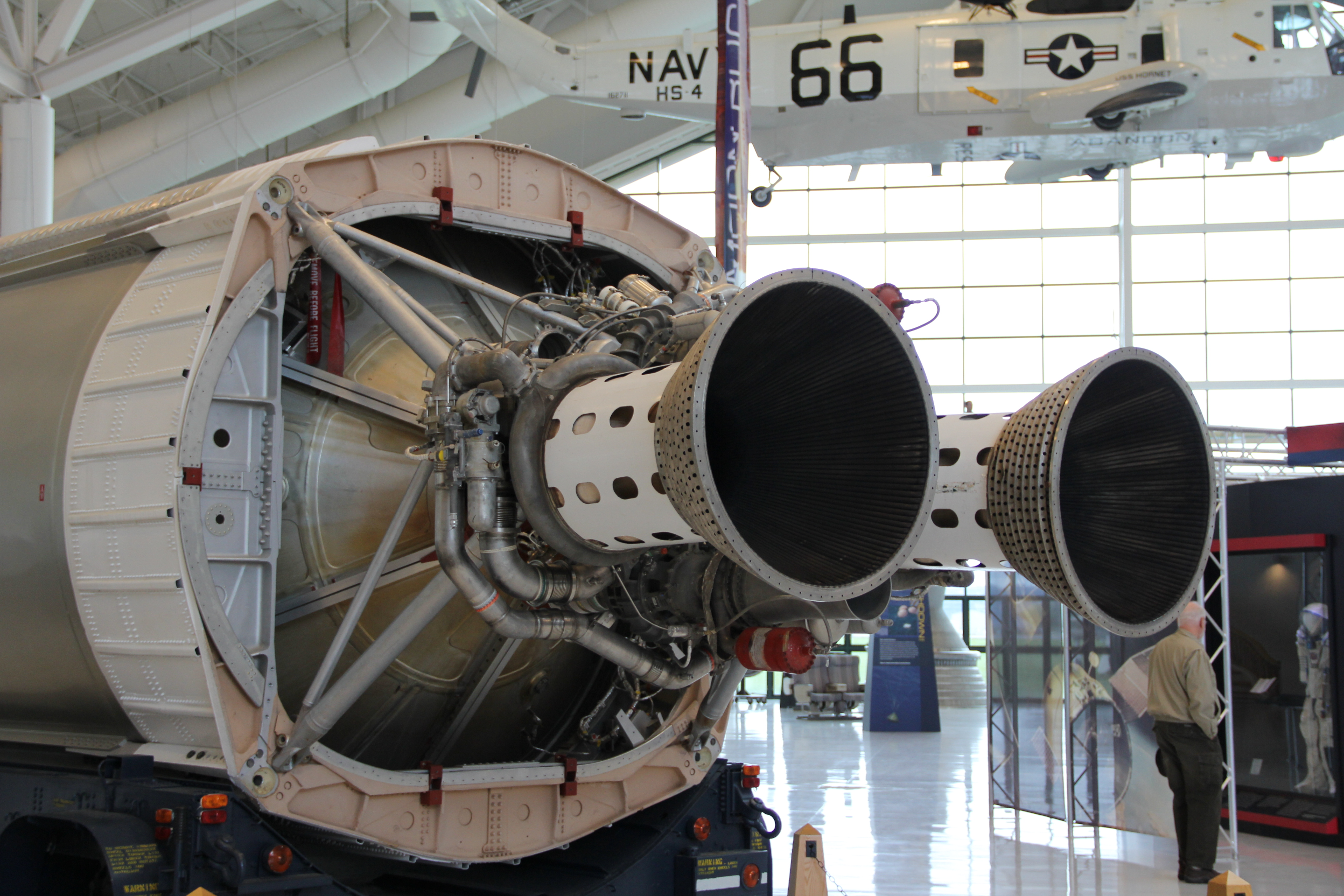
泰坦4B在俄勒冈州常青航空航天博物馆

## 外部連結
- USAF Titan IVB Fact Sheet Wikiwix的存檔，存档日期2011-02-24
- Titan IV Ignition Videos
- Cassini Huygens Aboard a Titan IV-B Launch Videos
- Early Lunar Access （页面存档备份，存于）